# 空想委員會
空想委員會（くうそういいんかい）是日本三人組合樂團。原本為地下樂團，因歌迷們的支持而得以浮上檯面。歌曲大多談論男性喜歡女性，卻又不敢表達的心意。

## 成員
- 三浦隆一：樂團主唱，使用吉他。

青森縣人。學歷：青森縣八戶高中，岩手大學畢業。
2023年4月3日，因大腸癌逝世，享年41歲。
- 佐佐木直也：吉他手。

宮城縣人，對B'Z憧憬。
- 岡田敬之：貝斯手。

新潟縣人，喜歡的音樂家有Quruli，槙原敬之。

## 外部連結
- 官方网站
- キングレコードによる空想委員会のページ （页面存档备份，存于）
- YouTube上的空想委員會頻道
- 空想委員会 （页面存档备份，存于） - mixiコミュニティ
- 空想委員会的X（前Twitter）
  - 空想委員会三浦委員長的X（前Twitter）
  - 佐々木直也的X（前Twitter）
  - 岡田典之的X（前Twitter）
- 空想委員会的Facebook專頁
- 空想委員会-オンライン会議 （页面存档备份，存于） - Ustream
- 空想委員会 オフィシャルブログ - Powered by LINE （页面存档备份，存于）